# Pico丸亀

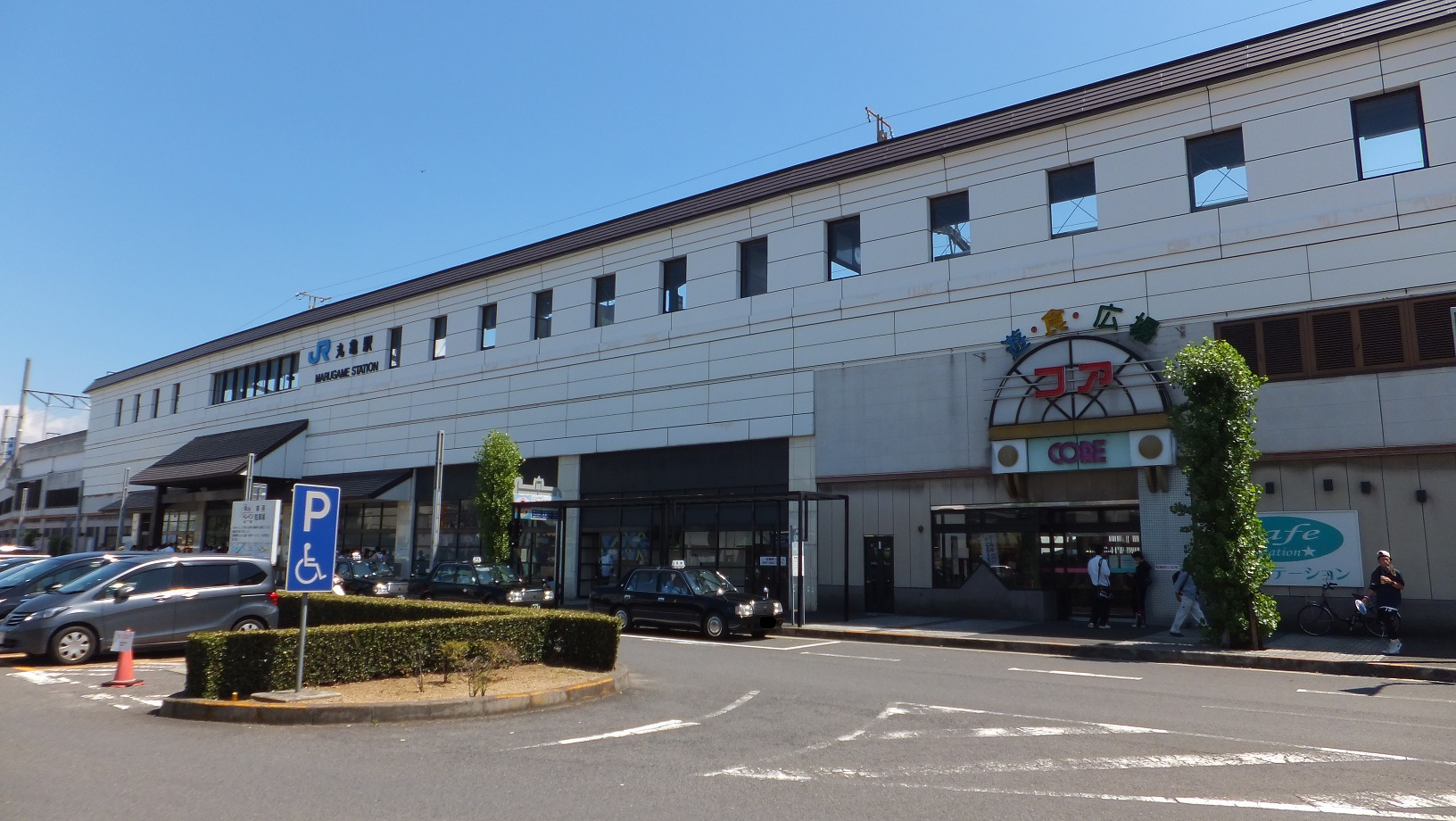
丸亀駅高架下のコア丸亀

Pico丸亀（ピコまるがめ）は、香川県丸亀市元町にある丸亀駅の駅ビル・商業施設。
四国旅客鉄道株式会社（JR四国）の子会社、ステーションクリエイト東四国が管理・運営する。JR四国が運営する駅レンタカー、スーパー、アパレルなどで構成される。

## 概要
高松寄りのPico丸亀と松山寄りのコア丸亀から成る。

## テナント

### Pico丸亀
- エースワン
- レコードブック
- インドカレーホットマサラ

### コア丸亀
- 駅レンタカー
- 丸亀駅内郵便局
- キャンディーステーション
- Cafe MOMO
- ハピピランド